# 回転数 (数学)

この曲線は点 p の周りで回転数 2 をもつ。

数学において、与えられた点の周りの平面の閉曲線の回転数 (winding number) は曲線がその点の周りを反時計回りに周った総回数を表す整数である。回転数は曲線の向きに依存し、曲線が点の周りを時計回りに周れば負の数である。
回転数は代数トポロジーにおいて研究の基本的な対象であり、ベクトル解析、複素解析、幾何学的トポロジー、微分幾何学、弦理論を含む物理、において重要な役割を果たす。なお理論物理学においてはこの量は巻付き数と呼ばれる。

## 直感的記述

An object traveling along the red curve makes two counterclockwise turns around the person at the origin.

xy 平面において向き付けられた閉曲線を与えられたとしよう。曲線を何らかの対象の動きの道として、向き付けは対象が動く向きを示すとして、想像することができる。すると曲線の回転数 (winding number) は対象が原点の周りに作った反時計回りの turn の総数に等しい。
turn の総数を数える時に、反時計回りの動きは正に数え、一方時計回りの動きは負に数える。例えば、対象がまず原点を4回反時計回りに回転し、それから原点を時計回りに1回回転すれば、曲線の総回転数は 3 である。
この案を使って、原点の周りを全く周らない曲線の回転数は 0 であり、原点の周りを時計回りに周る曲線の回転数は負である。したがって、曲線の回転数は任意の整数でありうる。以下の絵は回転数が −2 と 3 の間の曲線を示している：
| {\displaystyle \cdots } |    |    |   |                         |
|                         | −2 | −1 | 0 |                         |
|                         |    |    |   | {\displaystyle \cdots } |
|                         | 1  | 2  | 3 |                         |

## 正式な定義
xy 平面の曲線はパラメトリック方程式によって定義される：
{\displaystyle x=x(t)\quad {\text{and}}\quad y=y(t)\qquad {\text{for }}0\leq t\leq 1.}
パラメータ t を時間と考えれば、これらの方程式は t = 0 と t = 1 の間の平面の対象の動きを特定する。この動きの道は関数 x(t) と y(t) が連続である限り曲線である。この曲線は対象の位置が t = 0 と t = 1 で同じならば閉じている。
そのような曲線の回転数 (winding number) を極座標系を使って定義できる。曲線は原点を通らないと仮定して、パラメトリック方程式を極形式に書きなおすことができる：
{\displaystyle r=r(t)\quad {\text{and}}\quad \theta =\theta (t)\qquad {\text{for }}0\leq t\leq 1.}
関数 r(t) と θ(t) は  r > 0 で、連続であることが要求される。最初と最後の位置は同じなので、θ(0) と θ(1) は 2π の整数倍異ならなければならない。この整数が回転数である：
{\displaystyle {\text{winding number}}={\frac {\theta (1)-\theta (0)}{2\pi }}.}
これは xy 平面において原点の周りの曲線の回転数を定義する。座標系を変えることで、この定義を任意の点 p の周りの回転数を含むように拡張することができる。

## 代替的定義
回転数はしばしば数学の様々な分野において異なる方法で定義される。以下の定義のすべては上で与えられた定義と同値である。

### 微分幾何学
微分幾何学において、パラメトリック方程式は通常微分可能（あるいは少なくとも区分的に微分可能）と仮定される。この場合、極座標 θ は長方形座標 x と y と次の方程式によって関係づけられる：
{\displaystyle d\theta ={\frac {1}{r^{2}}}\left(x\,dy-y\,dx\right)\quad {\text{where }}r^{2}=x^{2}+y^{2}.}
微分積分学の基本定理によって、θ の総変化量は dθ の積分に等しい。したがって微分可能曲線の回転数を次の線積分として表現できる：
{\displaystyle {\text{winding number}}={\frac {1}{2\pi }}\oint _{C}\,{\frac {x}{r^{2}}}\,dy-{\frac {y}{r^{2}}}\,dx.}
（原点の補集合上定義された）1-形式 dθ は閉だが完全でなく、それは原点を除いた平面の一次ド・ラームコホモロジー群を生成する。とくに、ω が原点の補集合上定義された任意の閉微分可能 1-形式であれば、閉ループに沿った ω の積分は回転数の倍数を与える。

### 複素解析学
複素解析学において、複素平面の閉曲線 C の回転数は複素座標 z = x + iy の言葉で表現できる。具体的には、z = reiθ と書けば、
{\displaystyle dz=e^{i\theta }dr+ire^{i\theta }d\theta \!\,}
でありしたがって
{\displaystyle {\frac {dz}{z}}={\frac {dr}{r}}+i\,d\theta =d[\ln r]+i\,d\theta .}
ln(r) の総変化は 0 であり、したがって dz ⁄ z の積分は i に θ の総変化をかけたものに等しい。したがって：
{\displaystyle {\text{winding number}}={\frac {1}{2\pi i}}\oint _{C}{\frac {dz}{z}}.}
より一般に、C の任意の複素数 a の周りの回転数は
{\displaystyle {\frac {1}{2\pi i}}\oint _{C}{\frac {dz}{z-a}}}
によって与えられる。これは有名なコーシーの積分公式の特別な場合である。回転数は複素解析学全般で非常に重要な役割を果たす（cf. 留数定理のステートメント）。
1チェインC=C_1+...C_nに対する回転数は各C_iに対するそれの総和と定義する。
また領域D 内の区分的C^1曲線Cが ホモローグ0であるとはDに含まれないいかなる点aに対してもC のa の周りの回転数が0であることを言う。Cが1チェインである場合も同様とする。

### トポロジー
トポロジーにおいて、回転数は連続写像の写像度の別の用語である。物理では、回転数はしばしば topological quantum number と呼ばれる。両方のケースで、同じ概念が適用する。
点の周りを周る曲線の上記の例は単純な位相的解釈をもつ。平面において点の補集合は円にホモトピー同値であり、円から自身への写像は本当に、考えられる必要のあるすべてなのである。次のことを示せる。各そのような写像は標準写像 {\displaystyle S^{1}\to S^{1}:s\mapsto s^{n}} の1つに連続的に変形できる（にホモトピックである）、ただし円における積はそれを複素単位円と同一視することによって定義される。円から位相空間への写像のホモトピー類の集合は群をなし、これはその空間の一次ホモトピー群 (homotopy group) あるいは基本群 (fundamental group) と呼ばれる。円の基本群は整数 Z であり、複素曲線の回転数はちょうどそのホモトピー類である。
3次元球面から自身への写像もまた、また回転数あるいはときどきポントリャーギン指数と呼ばれる整数によって分類されている。

### 多角形

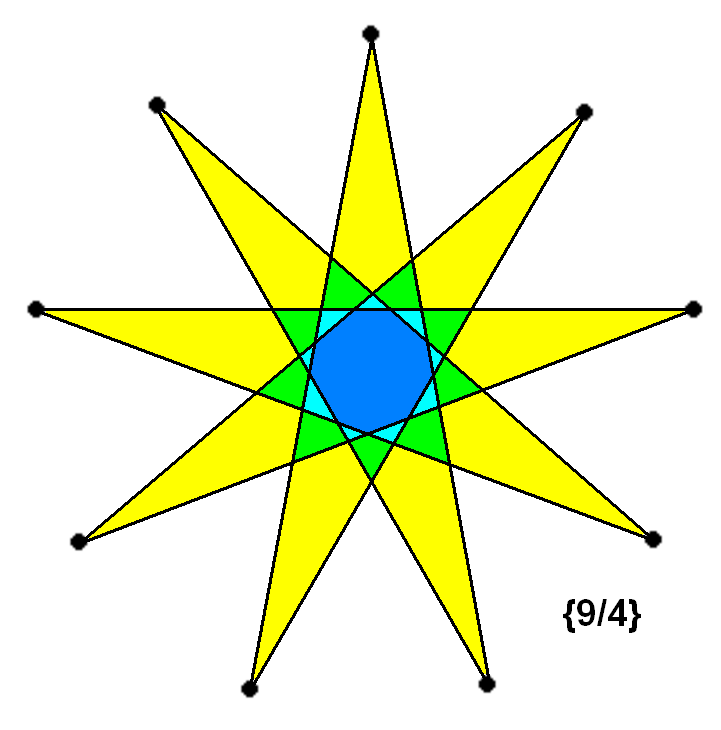
The boundary of the regular Enneagram {9/4} winds around its centre 4 times, so it has a density of 4.

多角形において、回転数は polygon density と呼ばれる。凸多角形と、より一般に（自己交叉しない）simple polygon に対して、ジョルダンの曲線定理によって density は 1 である。対照的に、regular star polygon {p/q} に対して、density は q である。

## Turning number
道の回転数を道自身の接線に関して考えることもできる。時間でフォローされた道として、これは速度ベクトルの原点についての回転数になる。この場合右に描かれた例は回転数 4（あるいは −4）をもつ、なぜならば小さいループが数えられるからだ。
これははめ込まれた道に対して（すなわち微分がどこでも消えない微分可能な道に対して）のみ定義され、tangential Gauss map の degree である。
これは turning number と呼ばれ、全曲率を 2π で割ったものとして計算することができる。

## 回転数とハイゼンベルク強磁性方程式
最後に、回転数は (2 + 1)-次元連続ハイゼンベルク強磁性方程式 とその integrable extension、石森方程式などと関係が深いことを注意しよう。最後の方程式の解は回転数または topological charge (topological invariant and/or topological quantum number) によって分類される。